# Grayson Overman
Grayson Overman (6 marzo 1991) è un pallavolista statunitense.
Gioca nel ruolo di centrale nello Jona.

## Carriera

### Club
La carriera di Grayson Overman inizia nei tornei scolastici californiani, giocando per la San Clemente HS. Al termine delle scuole superiori gioca per la Ohio State in NCAA Division I: fa parte dei Buckeyes dal 2010 al 2013, vincendo il titolo nazionale nel 2011.
Nella stagione 2013-14 inizia la carriera professionistica in Francia, ingaggiato dall'ASUL Lyon in Ligue A, mentre nella stagione seguente si trasferisce nella Lega Nazionale A svizzera per difendere i colori dello Jona. Nel campionato 2015-16 passa al Kokkolan Tiikerit, nella Lentopallon Mestaruusliiga, vincendo lo scudetto e la Coppa di Finlandia. Nel campionato successivo approda in Grecia, disputando la Volley League col Foinikas Syro, dove tuttavia resta solo per pochi mesi.
Nella stagione 2019-20 torna in campo dopo quasi tre anni di inattività, ingaggiato nuovamente dallo Jona.

## Palmarès

### Club
- NCAA Division I: 1

2011
- Campionato finlandese: 1

2015-16
- Coppa di Finlandia: 1

2015